# 松が谷 (八王子市)
松が谷（まつがや）は、東京都八王子市の地名。住居表示未実施区域。郵便番号は192-0354（八王子南郵便局管区）。

## 地理
八王子市南部に位置する。多摩ニュータウン第18住区の多くを構成する。生活圏は多摩市であり過去には多摩市に編入の陳情が出されたことがある。東で鹿島・多摩市愛宕、西で東中野・堀之内、南で山王下、別所、北で大塚と隣接する。

## 歴史

### 地名の由来
現在の松が谷の一部である、東中野・井戸ノ上にある「松が谷戸」と呼ばれる谷戸から名前をとった。

### 沿革
- 1975年（昭和50年） - 大塚から分離、松が谷となる。
- 1976年（昭和51年） - 日本住宅公団（現都市再生機構）の団地に入居開始。
- 1982年（昭和57年） - 「鹿島・松が谷地区の多摩市編入」、「鹿島・松が谷地区の多摩市編入反対」の陳情が出されるものの「鹿島・松が谷地区の多摩市編入」が多摩市議会で可決、八王子市議会で否決されたため編入はされていない。
- 2000年（平成12年）1月10日 - 多摩都市モノレール線松が谷駅開通。
- 2005年（平成17年） - 八王子市立三本松小学校の跡地にデジタルハリウッド大学八王子キャンパス設置。

## 世帯数と人口
2017年（平成29年）12月31日現在の世帯数と人口は以下の通りである。
| 町丁   | 世帯数    | 人口    |
| ------ | --------- | ------- |
| 松が谷 | 2,289世帯 | 4,902人 |

## 小・中学校の学区
市立小・中学校に通う場合、学区は以下の通りとなる。
| 番地                                                           | 小学校                 | 中学校                 | 通学許可校                                  |
| -------------------------------------------------------------- | ---------------------- | ---------------------- | ------------------------------------------- |
| 43〜45番地 57番地、63番地 180番地、1358番地 1517番地、1759番地 | 八王子市立松が谷小学校 | 八王子市立松が谷中学校 | 八王子市立由木東小学校 八王子市立由木中学校 |
| その他                                                         | 八王子市立松が谷小学校 | 八王子市立松が谷中学校 |                                             |

## 交通

### 鉄道
- 多摩都市モノレール
  - 多摩都市モノレール線：松が谷駅

### 道路・橋梁
- 東京都道156号町田日野線（多摩モノレール通り）
- 東京都道158号小山乞田線（多摩ニュータウン通り）

## 施設

### 教育
- 小学校
  - 八王子市立松が谷小学校
- 中学校
  - 八王子市立松が谷中学校
- 高等学校
  - 東京都立松が谷高等学校
- 大学
  - デジタルハリウッド大学（八王子制作スタジオ）

### 公園
- 大塚公園縄文時代の住居跡が移設復元されている。
- 望地公園
- いせまいり公園
- 大塚西公園
- 東中野公園